# 奥澤レイナ
奥澤 レイナ（おくざわ れいな、1999年2月16日 - ）は、日本の元タレント・歌手であり、元KAGAJYO☆4S、3B juniorのメンバーであった。グループ内ユニットでは、奥澤村（おくざわむら）に属していた。
出身は神奈川県。スターダストプロモーション・SECTION3 IDOL（女性アイドル部門）に所属していた。

## 略歴

### 2012年
- 9月13日-KAGAJO☆4S番組オフィシャルブログに初書き込み。活動開始。

### 2014年
- 2月8日-「お疲れ様！KAGAJO☆4S　COUNT DOWN 0 (ほんとにFINAL)」を開催。KAGAJO☆4Sとしての最後の舞台を行う。

- 11月8日- 3B juniorオフィシャルブログ開設(同年11月5日)後、初投稿[5]。

### 2015年
- 1月8日- スターダストプロモーション芸能３部による、ふじいとヨメの7日間戦争にて、 3B junior初となる単独公演『俺の3B junior in 日本青年館（スタート）』に出演[6]。
- 4月25日- 3B junior 第1回定例公演で初出演[7]。
- 6月16日-『川上アキラの人のふんどしでひとりふんどし』♯13（2015年6月16日配信分）栗本柚希と共に出演。
- 8月14日- 3B junior初の単独ホールコンサート『3B junior 浅草大歌謡ショー』に出演[8]。
- 8月18日-『川上アキラの人のふんどしでひとりふんどし』♯19（2015年8月18日配信分)雨宮かのん、澪風と共に出演。
- 12月27日- 3B junior初のクリスマスコンサートである「3B junior季節はずれのX'mas party『のんびりサンタさんがやってきた』」に出演[9]。

### 2016年
- 1月8日、1月9日- 両日開催された、スターダストプロモーション芸能３部による『「俺の藤井 2016 in さいたまスーパーアリーナ〜Tynamite!!〜」』に3B juniorのメンバーとして出演[10]
- 4月28日 - 冠番組となる音楽番組、「清塚信也のガチンコ3B junior」（フジテレビNEXT）が放送開始される。MCを奥澤レイナが勤める。

### 2017年
- 3月9日-『まるごとれにちゃん 2017』にて3B Junnor選抜メンバーにてバックダンサーとして出演。[11]

- 6月17日-新宿BLAZEにて行われた3B junior「第27回定例公演」にて、ライブ中、体調不良にて途中で舞台からおりるトラブルがあったが、ライブの最後には顔を見せファンに心配をかけないようにふるまうなど責任感の強さをみせる。
- 8月25日26日-『AYAKA NATION 2017 in 両国国技館』へ3B Junnorとして共演。[12]25日の公演にて、ポップアップの穴に落ち心配されたが、その後のステージへ戻り最後まで務め上げた。
- 10月26日-「清塚信也のガチンコ3B junior」からタイトルが変更となり「清塚信也のガチンコスターダストプラネット」として放送。1年半ほど勤めていたMCの役割を副村長の愛来へ引き継いだ。
- 12月10日-3B junior「第30回定例公演『Christmas Hug〜抱きしめてくれ Night〜』」にて、クリスマスにちなんで様々な選抜ユニットでの公演であったがその中で中原咲耶にて披露された「赤鼻のトナカイ」の振付を行う。[13]
- 12月11日-『川上アキラの人のふんどしでひとりふんどし』#123（2017年12月11日配信分）播磨怜奈、雨宮かのん、栗本柚希と共に出演。

- 12月21日-下北FM(FM 88.8MHz)「DJ Tomoaki’s Radio Show!」（市川優月と共に出演）出演の決まった経緯について、放送の中で「市川優月と共に12月17日の桜えび～ずのライブを観覧していたところ、取材に来ていたMCの大蔵ともあきさんへご挨拶した際に出演をお願いしたところ出演が決まった。」と語っている
- 12月31日-『ゆく桃くる桃　第1回ももいろ歌合戦』（場所：神奈川県・パシフィコ横浜(国立大ホール) OA「Co. à la FACTORY」にて奥澤中村として出演[14]。また本編の『ゆく桃くる桃　第1回ももいろ歌合戦』では、松本明子のバックダンサー”れにメイツ”として高城れに・雨宮かのん・中村優と共に出演[15][16]

### 2018年
- 2月15日-「STARDUST PLANET プレゼンツAKIBAカルチャーズ定期公演 ～スタプラメン（奥澤村）」に出演。中村優・永山真愛は休演で、愛来と2人でライブを務める。特典会は、20時以降であるため愛来が参加出来ないため、奥澤レイナ一人で努める。「3Bjr最年長深そうで浅い人生相談」あまりにも深そうな人生相談はギブアップ！[17]
- 3月9日-『まるごとれにちゃん 2018』にて3B Junnor選抜メンバーにてバックダンサーとして出演。[18]
- 10月7日 奥澤村活動終了
- 10月20日 事務所退所と芸能界引退を発表[19]
- 11月3日、3B junior『Cell Division〜細胞分裂〜』をもって、3B juniorとしての活動終了、芸能界を引退

## 人物
- ニックネームは、れいちぇる[20]。なお、自らのことは、「れいな」[21]または「ちぇる」[22]と呼んでいる。
- 特技は、笑うこと[1][3]、ウィンク[23]。
- 趣味は、アイドル研究[1][3][注 2]。
- もしも生まれ変わったら何になりたい？との質問に「魔法使い」と答えている[23]。
- 小物や洋服をリメイクすること。（reinade〔読み:レイナード〕すること）[注 3]

## 3B juniorとしての活動
- ももクロの高城れにプロデュースによるユニット奥澤村に、愛来、中村優、永山真愛とともに属する[24][25]。
- 奥澤村のコンセプトは「村」であるが、メンバーの中では「村長」の役割[24]を担っている。
- 2016年3月29日、原宿アストロホールで開催されたライブで、新しいキャッチコピー「泣き虫のなんちゃって村長」がお披露目された[26]。

## 出演
3B juniorとしての出演は除く

### テレビ番組
- 3B junior の星くず商事（BS朝日）
- 清塚信也のガチンコ3B junior（フジテレビNEXT）
- 清塚信也のガチンコスターダストプラネット（フジテレビNEXT）2017年10月26日~
- コアラモード.小幡康裕のガチンコスターダストプラネット（フジテレビNEXT）2018年4月9日~

### ラジオ番組
- 下北FM(FM 88.8MHz)「DJ Tomoaki's Radio Show!」（2017年12月21日放送回）

### インターネットメディア
- 川上アキラの人のふんどしでひとりふんどし #13・#19・#123（テレ朝動画、旧LoGIRL）
- HUSTLE PRESS おっかけ！3B junior奥澤村がアゲアゲ☆初登場～！！（2016年7月04日）
- HUSTLE PRESS おっかけ!3B junior 奥澤レイナ（2016年11月11日）
- HUSTLE PRESS おっかけ!3B junior 奥澤レイナ（2017年3月26日）
- HUSTLE PRESS おっかけ!3B junior 奥澤レイナ（2017年9月29日）

### 書籍
- 3B junior原色図鑑 2017 AUGUST 奥澤レイナ＆播磨怜奈（HUSTLE PRESS）

- 3B junior原色図鑑 2018 APRIL 内山あみ＆奥澤レイナ（HUSTLE PRESS）